# Mikronezja na Mistrzostwach Świata w Lekkoatletyce 2017
Mikronezja na Mistrzostwach Świata w Lekkoatletyce 2017 – reprezentacja Mikronezji podczas Mistrzostw Świata w Londynie liczyła 1 zawodnika, który nie zdobył medalu.

## Rezultaty
| Zawodnik         | Konkurencja        | Pre-eliminacje | Pre-eliminacje | Eliminacje | Eliminacje | Półfinał | Półfinał | Finał    | Finał   |
| Zawodnik         | Konkurencja        | Rezultat       | Pozycja        | Rezultat   | Pozycja    | Rezultat | Pozycja  | Rezultat | Pozycja |
| ---------------- | ------------------ | -------------- | -------------- | ---------- | ---------- | -------- | -------- | -------- | ------- |
| James Fiti Scott | Bieg na 100 metrów | 11,23          | 21.            | NQ         | NQ         | NQ       | NQ       | NQ       | NQ      |